# Nizzáról jut eszembe
A Nizzáról jut eszembe (eredeti cím: À propos de Nice) fekete-fehér francia némafilm. 
A dokumentumfilm felvételei 1929-ben készültek Nizzában. A dél-franciaországi tengerparti fürdőváros már akkoriban is az előkelő társaság felkapott találkozó- és nyaralóhelye volt. Jean Vigo betegsége miatt tartózkodott a városban, filmje tehát személyes benyomásain alapul, ezt műve címével is jelzi.

## Ismertetése
A város híres sétánya és gazdag fürdővendégei, jachtok, szállodák, paloták, tűzijáték, szerencsejáték, pálmafák, kaszinó – minden együtt van itt, de a rendező mindezt ironikus látásmódjával, váratlan képzettársítások sorával ábrázolja. A korzó vendégeinek képeit hol a városi szegénynegyed, hol az állatkert képeivel montírozza össze. Napozó társaság és sütkérező állatok, egy réveteg női arc és egy krokodil kitátott szája. Mi jut eszébe Vigonak Nizzáról? Hogy a készülődő, majd a sétányon végigvonuló virágkarnevál álságos, mert mögötte ott a nyomor, a kiszolgáltatottság; a felvonuló katonaparádé mögött a halott katonák sírkeresztjei; a vidáman táncoló lányok újra és újra bemontírozott képei mellett ott vannak a szűk utcák mosókonyhái, a külvárosi utca gyerekei, és megjelennek a gyári munkások is, az utolsó képeken épp a gyárak kéményei láthatók.

## Filmtörténet, értékei
A film bemutatóját 1930-ban tartották. Művét Jean Vigo társadalmi dokumentumfilm-nek nevezte és ennek sajátosságát a szerző által vállalt nézőpontban jelölte meg. Valóban: műve – hiteles dokumentum a korabeli Nizzáról, de személyes viszonyának, véleményének kifejeződése is arról a világról, amelynek ez a város az egyik megtestesítője volt. Filmje az 1920-as években divatos "városfilmek" sorába tartozik, melyek például a New York-i Manhattanről, a szintén dél-franciaországi Marseille kikötőjéről vagy Párizsról szólnak. Walter Ruttmann dokumentumfilmje, a Berlin, egy nagyváros szimfóniája lényegében tárgyszerűen mutatja be a város egy napját; Dziga Vertov "városfilmjében" gyakran feltűnik ugyan az "ember a felvevőgéppel", de semmilyen módon nem értelmezi az ábrázolt világot. Jean Vigo az ellesett felvételek sajátos montírozásával éppen erre tett kísérletet, és kísérlete sikerült. Filmtörténeti jelentősége többek között, hogy kitágította a dokumentumfilmes műfaj lehetőségeinek határait.